# الپاگوت، میهال‌غازی
الپاگوت، میهال‌غازی (به لاتین: Alpagut, Mihalgazi) یک منطقهٔ مسکونی در ترکیه است که در استان اسکی‌شهر واقع شده‌است.

## خصوصیات
الپاگوت ۸۶۱ نفر جمعیت دارد و ۳۴۰ متر بالاتر از سطح دریا واقع شده‌است.